# Кордон Люксембург — Німеччина
50°07′45″ пн. ш. 6°08′15″ сх. д. / 50.129166666667° пн. ш. 6.1375° сх. д.

Еволюція території Люксембургу

Кордон Люксембург — Німеччина (Люксембурзько-німецький кордон) — міждержавний кордон між Великим Герцогством Люксембург і Федеративною Республікою Німеччина. Має довжину 138 км від трифінії із Францією на півдні до трифінії з Бельгією на півночі.

## Історія
Кордон між цими двома країнами незмінний з 1870 року, коли була створена німецька держава. Виняток становить період Другої світової війни, коли Люксембург опинився під нацистською окупацією.

## Географія
Кордон пролягає вздовж річки Мозель (у південній частині герцогства), потім повертає на північ уздовж річки Зауер (Сюр) (останні 50 км її річища), а потім на північний захід уздовж річки Ур і йде до потрійного стика з Бельгією.